# Trałowce typu Jaskółka
Trałowce typu Jaskółka – seria sześciu polskich okrętów klasy trałowców redowych z okresu międzywojennego i II wojny światowej, potocznie nazywane „ptaszkami”. Były to pierwsze i zarazem jedyne w okresie II Rzeczypospolitej okręty całkowicie zaprojektowane i zbudowane w kraju. Budowane w dwóch seriach – cztery w latach 1933–1935, a dwa kolejne w latach 1937–1939. Kampanię wrześniową przetrwały trzy jednostki, które następnie służyły podczas wojny w Kriegsmarine do celów pomocniczych. Zatopiony we wrześniu 1939 roku ORP „Mewa” został przez Niemców wydobyty i także wcielony do ich marynarki. Po wojnie wszystkie cztery okręty, które przetrwały, służyły w Marynarce Wojennej PRL, początkowo jako trałowce, a od 1949 roku trzy z nich jako dozorowce, a jeden jako okręt hydrograficzny, do lat 60. XX wieku.

## Geneza i zamówienie
Po odzyskaniu w 1918 roku niepodległości powołano do życia Marynarkę Wojenną RP. Postawione przed nią zadania m.in. w zakresie broni podwodnej, miały realizować zakupione we wrześniu 1920 cztery poniemieckie trałowce typu FM. Jednostki otrzymały nazwy ptaków (co stało się później tradycją dla polskich trałowców): „Jaskółka”, „Mewa”, „Rybitwa” oraz „Czajka”. Organizacyjnie utworzyły Dywizjon Minowców. 12 października 1931 roku wyeksploatowane jednostki zostały wycofane ze służby i skreślone z listy floty, a we wrześniu 1932 roku dywizjon został rozwiązany. Ich zadania przejęły dwie kanonierki: OORP „Komendant Piłsudski” i „Generał Haller”, jednak ze względu na swoje parametry techniczne nie nadawały się do wykonywania tej służby. Szef Kierownictwa Marynarki Wojennej (KMW), kontradmirał Jerzy Świrski, wiosną 1930 roku zabiegał o spotkanie z marszałkiem Józefem Piłsudskim w celu przekonania go do wyasygnowania środków na rozbudowę floty, jednak ten okazał się nie być zainteresowanym sprawami morskimi. Równocześnie w KMW rozpoczęto starania o znalezienie następców wycofanych okrętów.
Kierownictwo Marynarki Wojennej, mając na uwadze trudności w budowie niszczycieli i okrętów podwodnych we Francji, podjęło decyzję o budowie przyszłych trałowców w kraju, przy tym szczególny nacisk położono na kooperację przy dostawach wyposażenia z krajowymi producentami. Wśród stoczni polskich 25 lutego 1932 roku został rozpisany przetarg na budowę czterech trałowców. Rozprawa ofertowa odbyła się 19 maja 1932 roku, a przewodniczył jej ówczesny Szef Biura Zaopatrzenia KMW, kmdr por. inż. Stanisław Rymszewicz. Swoje oferty przedstawiły:
- Warszawska Spółka Akcyjna Budowy Parowozów (WSABP) – okręty miały być zbudowane w porcie czerniakowskim w Warszawie, według projektu opracowanego przez kmdr. w st. sp. inż. Mariana Sasinowskiego.
- Państwowe Zakłady Inżynierii z Warszawy (PZInż.) – jednostki miała zbudować Stocznia Rzeczna w Modlinie na podstawie stoczniowego Biura Konstrukcyjnego kierowanego przez inż. Aleksandra Potyrałę.
- Stocznia Gdyńska (SG) – projekt opracowali inż. Włodzimierz Błażejewski ze Stoczni Gdyńskiej oraz inż. Wille Dobrzyński z gdańskiego Danziger Werft.
- Stocznia Lloyd z Bydgoszczy – autorami projektu byli kmdr inż. Dominik Malecki oraz inż. M. Mikosia.

Ostatecznie oferta bydgoskiego przedsiębiorstwa nie została przedstawiona w terminie. Do przetargu zaproszono również przedsiębiorstwo Zieleniewski, Fitzner, Gamper, w skład którego wchodziła Stocznia Rzeczna w Krakowie, jednak firma odpowiedziała, że bez przeprowadzenie prób modelu nie może się do niczego zobowiązać. W KMW stanowisko to uznano za rezygnację. Najkorzystniejszą ofertę, zarówno pod względem cenowym (1 037 000,00 zł, za cztery okręty), jak i czasowym (18 miesięcy bez prób dla pierwszego okrętu i co półtora miesiąca każdy następny trałowiec) złożyła Warszawska Spółka Akcyjna Budowy Parowozów. Ponadto WSABP oferowała zamontowanie na trałowcach silników o mocy 500-600 KM każdy, własnej produkcji, których konstruktorem był inż. Kazimierz Toepfler. Po dokonaniu analizy okazało się, że oferowane silniki były prototypami o zbyt dużych gabarytach i masie. Ponadto silniki były przystosowane do eksploatacji lądowej, co w przyszłości mogło rodzić duże problemy w użytkowaniu. Tymczasem PZInż. we wrześniu 1932 roku dokonały w szwedzkiej firmie „Nyquist-Holm AB” z Trollhättan zakupu licencji na budowę silników okrętowych „Nohab”. Wszystko to spowodowało, że jesienią 1932 roku w KMW zdecydowano o przyjęciu oferty złożonej przez PZInż. Oprócz kwestii czysto technicznych, wpływ na wynik przetargu miała polityka równomiernego rozdzielania zamówień wojskowych pomiędzy producentów.
Pomimo zakończenia procedury przetargowej, nieuzgodniona pozostała kwestia finansowania budowy okrętów. Szef KMW 20 kwietnia 1931 roku przedstawił plan wydatków nadzwyczajnych Marynarki Wojennej na rok 1932/1933. Plan zakładał zabezpieczenie 200 000 zł na pierwszą ratę budowy trałowców i ścigacza okrętów podwodnych, a także wyasygnowanie środków na pierwsze raty dla dwóch kontrtorpedowców oraz sześciu okrętów podwodnych. Sztab Główny zaaprobował taki podział, ale decyzja należała do marszałka Józefa Piłsudskiego. Po dwuipółletnich staraniach Szef KMW 24 listopada 1932 roku uzyskał u niego audiencję, podczas której przystał na propozycję. Przed podpisaniem umowy opracowano trzy studialne projekty trałowców. Pierwszy, gotowy już w połowie 1932 roku zakładał jednostkę o wyporności ok. 160 ton. W drugim z kolei wyporność wzrosła do 168 ton. Podstawą do zawarcia umowy stał się trzeci projekt trałowca o wyporności ok. 180 ton. Autorem projektu był inż. Aleksander Potyrała, przy współpracy kmdr. inż. Dominika Maleckiego. Po opracowaniu linii teoretycznych kadłuba, w Hamburgu przeprowadzone zostały badania modelowe kadłuba.

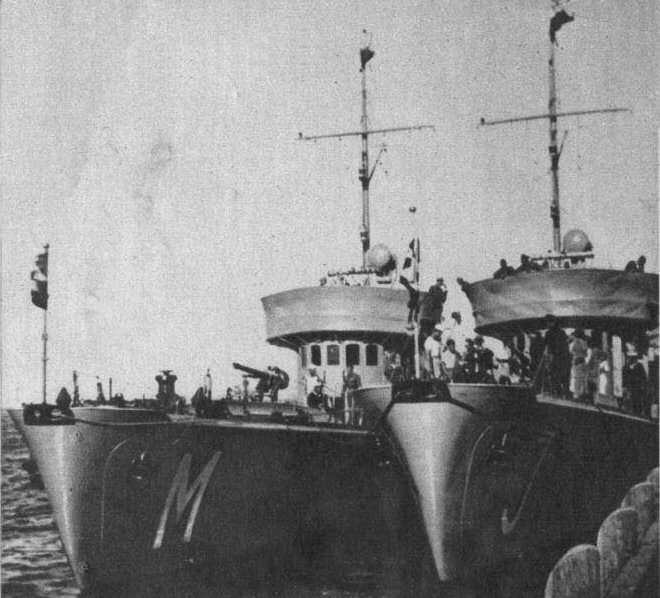
„Mewa” i „Jaskółka”

Umowę na budowę czterech okrętów podpisano między KMW a PZInż. 26 stycznia 1933 roku. Tego samego dnia w PZInż. zamówiono silniki dla planowanych okrętów. W związku z tym, że Stocznia Rzeczna w Modlinie nie posiadała wystarczającej mocy produkcyjnej dla budowy czterech trałowców jednocześnie, w umowie zawarto klauzulę o budowie dwóch trałowców w Modlinie, jednego w Warsztatach Portowych Marynarki Wojennej w Gdyni. Nie określono miejsca budowy czwartej jednostki, którą w sierpniu 1933 roku ostatecznie zlecono Stoczni Gdyńskiej. Zastrzeżono, że PZInż. dostarczy innym wykonawcom rysunki konstrukcyjne, specyfikacje, aby wszystkie okręty były identyczne – niezależnie od miejsca budowy. Przewidywana cena za jeden trałowiec miała wynosić 1 320 000 zł, przy czym nie obejmowała ona uzbrojenia, amunicji, trałów, instalacji radiotelegraficznych, ropy, żywności, rzeczy załogi oraz innych materiałów zużywalnych. Umowa przewidywała terminy oddania okrętów: pierwszy z trałowców miał zostać ukończony po 20 miesiącach od podpisania dokumentu, a kolejne – odpowiednio po 23, 26 i 29 miesiącach. Cały proces związany z budową jednostek miał być nadzorowany przez Kierownictwo Marynarki Wojennej. Koszty budowy jednostek miały być pokryte w ciągu trzech lat budżetowych: rok budżetowy 1933/1934 – 850 000 zł, rok budżetowy 1934/1935 – 1 700 000 zł, a w roku budżetowym 1935/1936 pozostałe należności.

## Budowa
Po podpisaniu umowy, w stoczniach przystąpiono do budowy okrętów. W tym okresie trałowce otrzymały oznaczenia stoczniowe: w Stoczni Rzecznej były to: S 18 („Czajka”), S 19 („Mewa”), S 20 („Jaskółka”) i S 21 („Rybitwa”), natomiast Stocznia Gdyńska nadała budowanym jednostkom oznaczenia w postaci litery T i numeru, np. T 1 („Jaskółka”), T 2 („Mewa”). Zgodnie z założeniem KMW pierwszy miał być ukończony trałowiec z WPMW, drugi ze Stoczni Gdyńskiej, a na końcu dwa modlińskie.
Budowa tak dużych okrętów od samego początku natrafiła na wiele trudności. W Modlinie stępkę pod przyszłą „Czajkę” położono w kwietniu, a pod „Rybitwę” w maju 1933 roku. Faktyczna budowa jednostek rozpoczęła się 16 lutego 1934 roku, gdy zgromadzono blachy do budowy kadłubów. Od podstaw zorganizowano biuro konstrukcyjne nadzorujące wykonywanie poszczególnych etapów budowy. Wysokie wymagania narzucone przez KMW, a także brak podręczników i odpowiedniej praktyki powodowały, że warunki pracy były utrudnione. Stocznia nie mogła użyć norm niemieckich stosowanych przy budowie statków handlowych, ponieważ oznaczałoby to przekroczenie limitu zanurzenia. Pracownicy biura jeździli do Gdyni i tam na pokładach torpedowców i niszczycieli typu Wicher wykonywali szkice elementów takich jak: schodnie, włazy czy drzwi. Następnie na ich podstawie sporządzano rysunki techniczne. Przy budowie kadłuba pojawiły się trudności spowodowane formowaniem blach w części dennej na rufie okrętu oraz wykonanie dziobnicy, która zgodnie z założeniami zawartymi w projekcie miała tworzyć jeden staliwny odlew. Według pierwotnych ustaleń zespoły napędowe okrętów miały zostać zamontowane po zwodowaniu kadłubów, jednak zdecydowano o montażu silników oraz mechanizmów pomocniczych na sztaplu, tj. placu, na którym budowano obydwa kadłuby.
Jeszcze gorzej wyglądała budowa w Warsztatach Portowych Marynarki Wojennej w Gdyni, gdzie stępkę pod przyszłą „Jaskółkę” położono w listopadzie 1933 roku. W stoczni brakowało traserni, wobec czego doraźnie zbudowano specjalny barak. Kadłub budowano na prowizorycznych drewnianych podkładach ułożonych na ziemi, a nie – jak w zagranicznych stoczniach, na żelazobetonowej pochylni. Nieco lepiej sytuacja prezentowała się w Stoczni Gdyńskiej, gdzie budowano „Mewę”. Podczas budowy Dowódca Floty kontradmirał Józef Unrug, 23 grudnia 1933 roku, zwrócił się z wnioskiem do Szefa Służb KMW kmdr. inż. Xawerego Czernickiego, aby trałowce budować bez stępki, przez co zmniejszyłoby się ich zanurzenie o 20 cm. Zgłoszone postulaty, wobec zaawansowanego stadium budowy okrętów, pozostały niezrealizowane.
W związku z nieterminowymi dostawami od krajowych przedsiębiorstw budowa okrętów była opóźniona. Największe opóźnienia miały huty, z których dostawy zgodnie z umową miały trwać cztery i pół tygodnia, a w rzeczywistości wynosiły cztery i pół miesiąca. Oprócz niedotrzymywania terminów, do stoczni trafiały wadliwie wykonane elementy, m.in. w WPMW czterokrotnie odrzucano odlew staliwnej dziobnicy. Ponadto opóźnienia spowodowane były przetrzymywaniem w magazynach Urzędu Celnego urządzeń zamówionych u zagranicznych podwykonawców. Na niedotrzymanie terminu wpływ miała również Stocznia Modlińska, która nie dostarczyła w terminie dokumentacji do gdyńskich stoczni. Ponadto w grudniu 1934 roku, powódź na tydzień zalała pochylnie w Modlinie. W związku z tym 12 grudnia 1934 roku zawarto klauzulę dodatkową, zgodnie z którą termin oddania „Czajki” przesunięto o 14, a „Rybitwy” o 28 dni.
Rozkazem Ministra Spraw Wojskowych z 17 września 1934 roku trałowce otrzymały nazwy: „Jaskółka”, „Mewa”, „Czajka” oraz „Rybitwa”. W czasie budowy podejmowano decyzje o zakupie sprzętu od krajowych wytwórców, pomimo że sprzęt o podobnych parametrach pochodzący z importu był tańszy. Przyjęto, że różnica w cenach nie może przekraczać 10%. Jedynym poważniejszym odstępstwem od tej zasady był zakup silników prądotwórczych brytyjskiej firmy „National Gas&Oil Engine Co., Ltd”, a odrzucenie produkowanych przez PZInż. „Diesel-Saurer”. Ostatecznie zamówienia krajowe wyniosły 79,2% spośród wszystkich zamówień dla budowanych trałowców typu Jaskółka.

## Wodowanie i próby odbiorcze
Na przełomie lat 1934/1935 okręty zostały zwodowane. Pierwszy z czterech budowanych okrętów – ORP „Jaskółka” – został zwodowany 11 września 1934 roku. Kadłub spuszczono na wodę przy użyciu 100-tonowego dźwigu, wypożyczonego ze Stoczni Gdańskiej. Druga została zwodowana 10 stycznia 1935 roku ORP „Mewa”. Kadłub trzeciego trałowca ORP „Czajka” został zwodowany 10 kwietnia 1935 roku, natomiast czwartą jednostkę: „Rybitwę” zwodowano 26 kwietnia 1935 roku, czyli 21 dni później niż zakładano w umowie. Szef KMW, kontradmirał Jerzy Świrski, powołał 4 maja 1935 roku komisję do odbioru trałowców, w jej skład weszli: przewodniczący – kmdr por. Włodzimierz Steyer, kierownik nadzoru budowy – kmdr por. inż. Zdzisław Śladkowski oraz dowódcy z odbieranych okrętów.
Po spuszczeniu kadłubów na wodę, w stoczniach przystąpiono do częściowego wyposażania okrętów. Zgodnie z założeniami umowy, trałowce miały być przeholowane do WPMW w Gdyni, gdzie miały otrzymać pozostałe urządzenia, w tym uzbrojenie, radiostacje i echosondy. Obydwa okręty zwodowane w Modlinie w czerwcu zostały przeholowane za pomocą holownika do Gdyni. Po zakończeniu wyposażania, latem 1935 roku okręty przeszły próby morskie na podstawie rygorystycznych wytycznych KMW. Początkowo miały one zostać przeprowadzone w Tczewie, ale nie zgodził się na to Dowódca Floty kontradmirał Unrug. Ostatecznie wszelkie testy i próby odbyły się w Gdyni, a trałowcami podczas prób dowodził emerytowany kpt. żw. Mikołaj Szemiot. Próba wodoszczelności została przeprowadzona według programu przygotowanego 7 sierpnia 1934 roku przez przedstawicieli wszystkich trzech stoczni, które zajmowały się budową trałowców. Program ten został opracowany na podstawie przepisów marynarek niemieckiej i rosyjskiej oraz podręcznika kmdr. inż. Mariana Sasinowskiego. Według warunków określonych przez kmdr. inż. Xawerego Czernickiego przeprowadzono próby roposzczelności. Wykonane testy ujawniły zalety i wady zbudowanych trałowców. Po dokonaniu niezbędnych poprawek nastąpiło zdanie okrętów Polskiej Marynarce Wojennej. Łączny koszt czterech jednostek, wraz z dostawami Marynarki Wojennej wyniósł 5 834 565 ówczesnych złotych, w tym koszty uzbrojenia to 245 000 zł, radiostacji 80 000 zł, sondy i urządzenia podsłuchowe wraz z montażem 79 534 zł.
Po zakończeniu budowy i oddaniu do służby trałowców pierwszej serii, KMW podjęło starania o wybudowanie kolejnych jednostek tej klasy. Miały to być jednostki większe, o wyporności 300 ton, mogące operować na pełnym morzu. Brak wystarczających środków finansowych spowodował, że podjęto decyzję o budowie dwóch dalszych jednostek typu Jaskółka. 14 sierpnia 1937 roku podpisano z WPMW w Gdyni kontrakt na budowę dwóch trałowców według ulepszonych planów pierwszej serii. Zasadniczą zmianą było zastąpienie agregatów prądotwórczych oraz maszynek sterowych pochodzących z zagranicy, sprzętem krajowym. Były to jednak konstrukcje prototypowe, w wyniku czego obydwie jednostki nie były w pełni sprawne po rozpoczęciu wojny. Na nowych jednostkach wzmocniono uzbrojenie przeciwlotnicze o podwójny najcięższy karabin maszynowy Hotchkiss kalibru 13,2 mm. Zamontowano również stalową osłonę pomostu dowodzenia z charakterystycznymi platformami na skrzydłach – na jednostkach pierwszej serii osłona była brezentowa. Uroczyste wodowanie jednostek miało miejsce 22 sierpnia 1938 roku, a otrzymały one nazwy „Czapla” i „Żuraw”. Następnie przystąpiono do wyposażania okrętów, które jednak nie osiągnęły pełnej sprawności bojowej we wrześniu 1939 roku. Łączny koszt obydwu trałowców wyniósł około 4,5 mln zł.
| Nazwa          | Numer taktyczny | Miejsce budowy          | Położenie stępki | Wodowanie        | Wejście do służby    | Losy                       |
| ORP „Jaskółka” | J               | WPMW Gdynia             | ? listopad 1933  | 11 września 1934 | 27 sierpnia 1935     | zatopiony 14 września 1939 |
| ORP „Mewa”     | M               | Stocznia Gdyńska        | ? 1933           | 10 stycznia 1935 | 25 października 1935 | dalsza służba: D-46, BK-2  |
| ORP „Rybitwa”  | R               | Stocznia Rzeczna Modlin | 16 lutego 1934   | 26 kwietnia 1935 | 21 grudnia 1935      | dalsza służba: D-47, BK-3  |
| ORP „Czajka”   | C               | Stocznia Rzeczna Modlin | 16 lutego 1934   | 10 kwietnia 1935 | 10 lutego 1936       | dalsza służba: D-45, BK-1  |
| ORP „Czapla”   |                 | WPMW Gdynia             | 1937             | 22 sierpnia 1938 | 1 września 1939      | zatopiony 14 września 1939 |
| ORP „Żuraw”    |                 | WPMW Gdynia             | 1937             | 22 sierpnia 1938 | 1 września 1939      | dalsza służba OH „Kompas”  |

## Opis konstrukcji

### Kadłub
Trałowce typu Jaskółka miały długość całkowitą 45 metrów. Natomiast długość na linii wodnej wynosiła 43 metry. Szerokość maksymalna okrętów to 5,5 metra, a zanurzenie przy wyporności standardowej 183 ton wynosiło 1,55 metra. Kadłuby jednostek były gładkopokładowe, zbudowane ze stali okrętowej. Posiadały jedną nadbudówkę w rejonie dziobu, za którą znajdował się komin. Z powodu braku pokładowego uskoku, co spowodowane było umieszczeniem długich torów minowych, w części dziobowej okrętów znajdował się wznios, którego celem była poprawa dzielności morskiej jednostek.
W celu poprawienia własności morskich, a także dla łatwiejszego przeprowadzania akcji trałowych, rufa trałowców była szeroka. Ponadto umożliwiało to zamontowanie dwóch wałów śrubowych. Zamontowanie stępek przechyłowych na śródokręciu zdecydowanie poprawiło stabilność okrętów. Dla ochrony dna w czasie dokowania, a także dla polepszenia stateczności kursowej, stępka dokowa (belka o wysokości 20 cm) została umieszczona po zewnętrznej stronie dna. Konstrukcja trałowców w większości była nitowana, chociaż niektóre elementy były spawane.

### Napęd i wyposażenie
Napęd trałowców składał się z dwóch ośmiocylindrowych, rzędowych silników wysokoprężnych Nohab wyprodukowanych w Fabryce Silników i Armatur „Ursus” na licencji szwedzkiej firmy „Nyquist-Holm”. Na „Czajce” zamontowano oryginalne silniki szwedzkie, pochodzące z wytwórni w Trollhättan. Pojedynczy silnik posiadał moc 525 KM i napędzał osobny wał napędowy. Łącznie moc maszyn stanowiła 1050 KM. Pozwalało to na uzyskanie maksymalnej prędkości 18 węzłów. Silniki napędzały dwie śruby niemieckiej firmy „Zaise” z Altony. Podczas prób okręt osiągnął prędkość 17,5 węzła.
Wszystkie urządzenia pomocnicze ulokowane na okrętach były zasilane elektrycznie. Trałowce w energię elektryczną były zaopatrywane za pomocą trzech zespołów prądotwórczych, napędzanych przez silniki wysokoprężne o mocy łącznej wynoszącej około 120 KM. Na trałowcach pierwszej serii napięcie w sieci okrętowej wynosiło 110 V, a na jednostkach drugiej serii 220 V.
„Ptaszki” wyposażone były w sześciowiosłowe łodzie okrętowe, produkowane seryjnie w Warsztatach Portowych Marynarki Wojennej w Gdyni od 1929 roku. Miały one poszycie półdiagonalne, wykonane z desek dębowych o grubości 6 mm. Ponadto cztery trałowce pierwszej serii zostały wyposażone w czterowiosłową łódź roboczą. Wszystkie „ptaszki” zostały wyposażone w radiostację nadawczą i odbiorczą typu „RKM/K”, radiostację nadawczo-odbiorczą typu „Z-32” oraz aparat podsłuchu podwodnego „Henry Hughes”. Zamontowane zostały również wskaźniki wychylenia steru produkcji szwedzkiej.

### Uzbrojenie
Trałowce pierwszej serii zostały uzbrojone w jedną uniwersalną armatę kalibru 75 mm Canon Ml1928 produkcji francuskiej firmy Schneider, ustawione na morskiej podstawie SMCA. Maksymalny kąt podniesienia wynosił 75°, co pozwalało na prowadzenie ognia do celów powietrznych. Mała szybkostrzelność oraz niewielka prędkość naprowadzania armaty skutkowało niską efektywnością. Amunicję stanowiły półpancerne pociski, których zasięg wynosił 11,2 km oraz rozpryskowe granaty z zapalnikiem czasowym o masie 6,1 kg i zasięgu 11 km. Monoblokowa lufa armaty posiadała zamek w formie poruszającego się pionowo klina, zamykającego się automatycznie lub ręcznie po załadowaniu. Odpalanie działa odbywało się mechanicznie. Armata była wyposażona w sprężynowy powrotnik umieszczony pod lufą. Masa całkowita wynosiła 1800 kg. Zamówione we Francji dwie armaty dla okrętów drugiej serii nie dotarły do Polski przed wybuchem wojny. Z tego powodu zostały one uzbrojone w armaty kaliber 75 mm wz. 1897 produkcji francuskiej, zainstalowane na podstawie morskiej.
Dla obrony przeciwlotniczej na okrętach zamontowano po dwa ciężkie karabiny maszynowe Maxim wz.08 kal. 7,92 mm. Zostały one ustawione na trójnożnych podstawach morskich. Broń ta charakteryzowała się dużą szybkostrzelnością wynoszącą około 400 strzałów na minutę. Zasilana była z taśm parcianych zawierających 250 nabojów. Chłodzona wodą, wyposażona w dwa typy celowników, kołowy przeznaczony do strzelań przeciwlotniczych oraz standardowy szczerbinowy. Poziome pole ostrzału wynosiło 360º, zaś pionowe 80º.
ORP „Rybitwa” oraz obydwa trałowce drugiej serii miały zostać dozbrojone zdwojonym najcięższym karabinem maszynowym Hotchkiss kal. 13,2 mm. Jednak ostatecznie do tego nie doszło. Miał on być zamontowany na śródokręciu na podstawie morskiej R4SM. Szybkostrzelność nkm wynosiła 450 strzałów na minutę, a zasilany był przez trzydziestonabojowe magazynki bądź stalowe taśmy. Poziome pole ostrzału wynosiło 360º, zaś pionowe 80º. Pociski przebijały żelazny pancerz o grubości do 20 mm lub stalowy do 7 mm grubości. Maksymalny zasięg przy strzelaniu poziomym wynosił do 6500 metrów, natomiast pionowy do 3000 metrów. Broń posiadała gwintowane, stalowe lufy, które były chłodzone powietrzem. Wyposażono ją w zamki w formie tłoka gazowego, a także w urządzenia celownicze systemu „Le Prieur D.A.C. 940”. Nkm odpalano poprzez naciśnięcie pedału. Całkowita masa nkm wynosiła 350 kg, a pojedynczy karabin ważył 42,5 kg.
Podstawową bronią podwodną trałowców były miny kontaktowo-kotwiczne wz. 08 konstrukcji rosyjskiej. Mina ta zbudowana z dwóch elementów: miny właściwej i wózka kotwicznego. Zespawane ze sobą dwie półkule tworzyły korpus miny, w której dolną część wypełniał materiał wybuchowy, a górną urządzenie zapalające połączone z detonatorem. Uszkodzenie jednego z pięciu umieszczonych na górnej półkuli czopów powodowało detonację. Masa miny wraz z wózkiem wynosiła 600 kg, w tym ładunek wybuchowy 110 kg trotylu, natomiast masa stalowego wózka z obciążeniem wynosiła 318 kg. Lina łącząca korpus miny z wózkiem miała długość 110 metrów. Maksymalna prędkość, z jaką można było stawiać miny, wynosiła 13 węzłów. Odstęp między stawianymi minami nie mógł być mniejszy niż 35 metrów. Od 10 do 20 minut trwało uzbrajanie miny, natomiast opóźnienie wybuchu wynosiło około 0,3 s. Miny wz. 08/39 były głównie przeznaczone do niszczenia jednostek o średnim tonażu, choć postawione na odpowiedniej głębokości mogły być skuteczne przeciwko okrętom podwodnym. Trałowce typu Jaskółka pierwotnie miały zabierać po 40 min typu wz. 08/39, jednak podczas prób okazało się, że taka liczba była niebezpieczna dla stateczności okrętów. Ostatecznie zredukowano tę liczbę do 20, po 10 na każdej stronie śródokręcia. Trałowce były również przystosowane do stawiania min typu SM-5 używanych na okrętach podwodnych typu Wilk.
Ponadto okręty miały możliwość przewożenia 20 bomb głębinowych. Trałowce zostały również wyposażone w dwa trały „Renarca” z nożycami wybuchowymi oraz w jeden trał zaczepowy, którego używano do holowania parami. Do obsługi trałów na rufie umieszczono cztery żurawiki oraz windę trałową.
Uzbrojenie po II wojnie światowej opisano w artykułach o poszczególnych okrętach.

## Służba okrętów
Po wejściu do służby trałowców pierwszej serii, Kierownictwo Marynarki Wojennej podjęło decyzję o wznowieniu działalności Dywizjonu Minowców z dniem 20 stycznia 1936 roku. W jego skład weszły cztery trałowce oraz dwie kanonierki. 1 września 1939 roku w składzie Dywizjonu znalazły się również trałowce drugiej serii.
Po II wojnie światowej rewindykowano wszystkie cztery ocalałe okręty: „Mewa”, „Rybitwa”, „Czajka” i „Żuraw”, które początkowo służyły nadal w Marynarce Wojennej jako trałowce. W 1949 roku zostały, oprócz „Żurawia”, przeklasyfikowane na dozorowce i przystosowane do zwalczania okrętów podwodnych, ze zdjęciem wyposażenia trałowego. Okręty przemianowano na D-45 do D-47. Po remoncie w 1951 roku zmianie uległo ich uzbrojenie. Weszły one w skład Dywizjonu Dozorowców, a następnie od 1955 roku Dywizjonu Dozorowców i Dużych Ścigaczy w Gdyni, tworząc jego I Grupę Poszukiwawczo-Uderzeniową. Od 1961 roku bazowały w Świnoujściu jako odrębna Grupa Dozorowców. ORP „Żuraw” został natomiast przebudowany na okręt hydrograficzny i przemianowany na OH „Kompas”.

### ORP „Jaskółka”

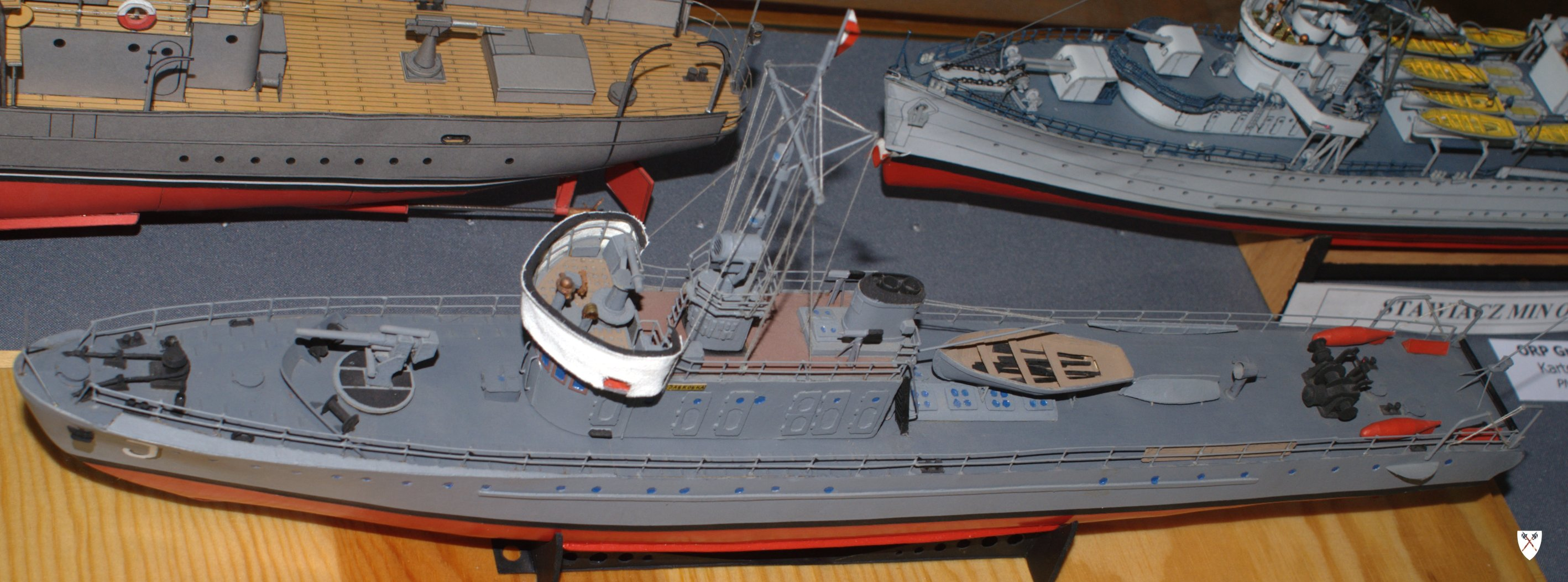
Model ORP „Jaskółka” w Pomorskim Muzeum Wojskowym

Okręt został wcielony w skład marynarki wojennej 27 lipca 1935 roku. Uroczyste podniesienie bandery miało miejsce 27 sierpnia 1935 roku. Pierwszym dowódcą okrętu został kpt. mar. Wiktor Łomidze. Do końca sierpnia 1939 roku jednostka przechodziła intensywne szkolenie. Po rozpoczęciu działań wojennych trałowiec pod dowództwem kpt. mar. Tadeusza Borysiewicza, brał udział w bitwie powietrzno-morskiej na Zatoce Gdańskiej. Przeszedł na Hel, a następnie do Jastarni. 7 września w czasie patrolu zestrzelił niemiecki bombowiec Junkers Ju-87. 10 i 13 września przeprowadził operację minowania wód Zatoki Gdańskiej. 11, 12 oraz 14 września wspierał ogniem artyleryjskim oddziały Lądowej Obrony Wybrzeża. 14 września w wyniku nalotu na port w Jastarni został zatopiony. Po zakończeniu Kampanii wrześniowej wrak okrętu został złomowany przez Niemców.

### ORP „Mewa”

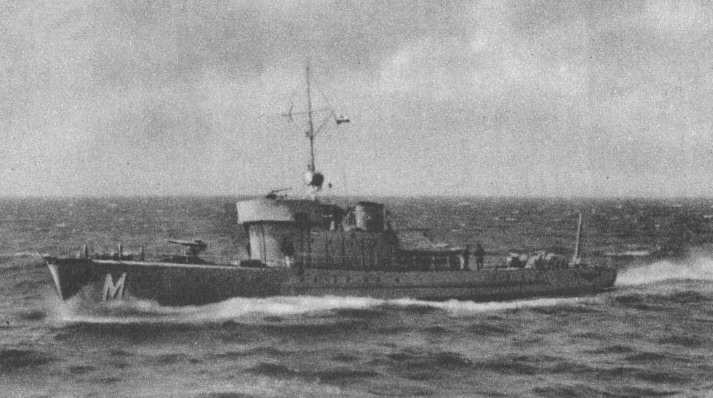
ORP „Mewa” w 1937 r.

Okręt wszedł do służby 25 października 1935 roku. Do wybuchu wojny prowadził szkolenie na wodach Zatoki Gdańskiej i Bałtyku. Po agresji Niemiec na Polskę pod dowództwem kpt. mar. Wacława Lipkowskiego wziął udział w bitwie powietrzno morskiej na Zatoce Gdańskiej. W wyniku eksplodujących bomb został uszkodzony ster okrętu. Zginęło 9 członków załogi, a 8 zostało rannych. Niezdolny do walki minowiec odholowano na Hel, gdzie został rozbrojony. 3 września, podczas nalotu na port helski, „Mewa” została zatopiona bombami. Po zajęciu portu przez Niemców, okręt został wydobyty i wyremontowany, a następnie wcielony do Kriegsmarine pod nazwą „Putzig”. Po przebudowie w 1940 roku na poławiacz torped, nazwę zmieniono na TFA 7. Po zakończeniu wojny został odnaleziony przez polską misję wojskową w Travemünde i ponownie wcielony do Polskiej Marynarki Wojennej jako „Mewa”. W 1949 roku okręt przebudowano na dozorowiec D-46; w tej roli jednostka służyła do roku 1970. Następnie została wycofana i przekształcona na pozbawioną napędu barkę koszarową o oznaczeniu BK-2. Pocięto ją na złom w 1981 roku.

### ORP „Rybitwa”
Banderę wojenną na ORP „Rybitwa” podniesiono 21 grudnia 1935 roku, a pierwszym dowódcą został mianowany kpt. mar. Jerzy Kossakowski. Trałowiec wraz z bliźniaczymi jednostkami odbył szereg szkoleń na Bałtyku. Okręt 1 września 1939 roku po południu, pod dowództwem kpt. mar. Kazimierza Miładowskiego wziął udział w odpieraniu ataku niemieckich bombowców na Zatoce Gdańskiej. Po zakończeniu walki, odholował na Hel uszkodzoną „Mewę”. Następnie przeszedł do Jastarni. Stamtąd trzykrotnie – 11, 12, 14 września – wychodził w celu ostrzelania niemieckich pozycji na wybrzeżu. Dwukrotnie – 10, 13 września – uczestniczył w zaminowywaniu Zatoki Gdańskiej. 14 września w czasie nalotu niemieckich bombowców na port w Jastarni został trafiony bombą, która przebiła rufowy pokład nie wybuchając. Po dokonaniu prowizorycznych napraw okręt odpłynął na Hel, gdzie 17 września opuszczono na nim banderę. Po kapitulacji Helu okręt zdobyli Niemcy i wcielili go do floty pod nazwą „Rixhöft”. Jednostka początkowo służyła jako trałowiec, a następnie została przebudowana na poławiacz torped TFA 8. Po wojnie odnaleziony w Travemunde i powtórnie wcielony do PMW jako „Rybitwa”. Dowódcą okrętu został ponownie kmdr ppor. Kazimierz Miładowski. W 1949 roku okręt przeklasyfikowano na dozorowiec D-47. W 1951 roku okręt przeszedł remont. Ostatecznie został wycofany ze służby w roku 1966 i przekształcony na pozbawioną napędu barkę koszarową o oznaczeniu BK-3, stacjonującą w Gdyni. Złomowany od 1972 roku.

### ORP „Czajka”

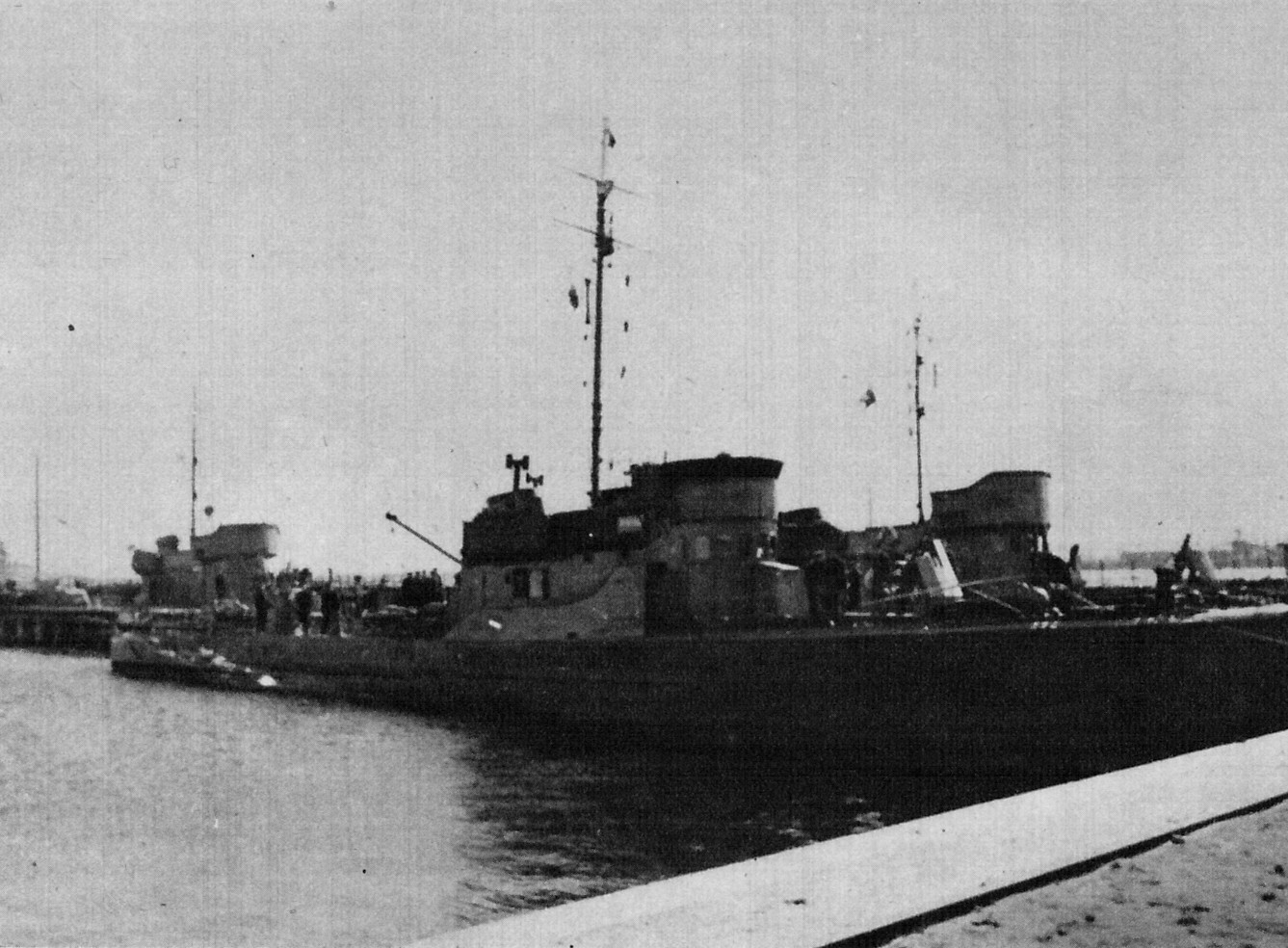
Trałowce typu Jaskółka po przybyciu do Polski po wojnie

„Czajka” weszła do służby 10 lutego 1936 roku. Podobnie jak pozostałe okręty tej klasy, do końca sierpnia 1939 roku prowadziła intensywne szkolenie. Była okrętem flagowym Dywizjonu Minowców. W momencie wybuchu II wojny światowej trałowcem dowodził kpt. mar. Aleksy Czerwiński. 1 września 1939 roku wzięła udział w bitwie z bombowcami niemieckimi na Zatoce Gdańskiej, a następnie przeszła do Jastarni. 11, 12 oraz 14 września „Czajka” prowadziła ostrzał artyleryjski pozycji niemieckich, wspierając Lądową Obronę Wybrzeża. 10 i 13 września okręt uczestniczył w akcji zaminowywania Zatoki Gdańskiej. Ocalał po silnym bombardowaniu portu w Jastarni 14 września. Tego samego dnia przeszedł na Hel, gdzie opuszczono na nim banderę. Zdobyty przez Niemców i wcielony do Kriegsmarine jako „Oxhöft” (Oksywie) w początkowym okresie służył jako trałowiec, następnie jako okręt pomocniczy, aż w 1943 roku został przebudowany na poławiacz torped i nazwany TFA 11. Odnaleziony w Travemünde i rewindykowany do polskiej marynarki pod nazwą „Czajka”. W 1949 roku przeklasyfikowany na dozorowiec D-45. Okręt w 1966 roku został wycofany ze służby i przekształcony na pozbawioną napędu barkę koszarową o oznaczeniu BK-1. Pocięty na złom w Gdyni w 1977 roku.

### ORP „Czapla”
Należał do trałowców drugiej serii. Trudności w wyposażaniu, a zwłaszcza problemy z maszynką sterową spowodowały, że niewykończony okręt został wcielony w skład floty tuż przed wybuchem wojny. Nie jest znana dokładna data wejścia do służby. Pierwszym i jedynym dowódcą okrętu został, mianowany jeszcze w trakcie budowy, kpt. mar. Eligiusz Ceceniowski. Kampanię wrześniową okręt rozpoczął w składzie Dywizjonu Minowców. Brał udział w bitwie powietrzno-morskiej na Zatoce Gdańskiej. Następnie przeszedł do Jastarni. Z powodu awarii steru nie brał udziału w dalszych akcjach Dywizjonu. Używany jako pływająca bateria przeciwlotnicza, został zatopiony 14 września w wyniku silnego nalotu lotnictwa niemieckiego na port w Jastarni. Bomby pierwszej fali samolotów wybuchły blisko okrętu, powodując liczne uszkodzenia. W wyniku nalotu drugiej fali samolotów, okręt został bezpośrednio trafiony i przełamał się na pół. Po zajęciu Jastarni Niemcy wydobyli wrak i pocięli go na złom.

### ORP „Żuraw”
Okręt należał do trałowców drugiej serii. Do służby wcielony tuż przed wybuchem wojny, choć dokładna data nie jest znana. Organizacyjnie należał do Dywizjonu Minowców. W jego składzie, 1 września, pod dowództwem kpt. mar. Roberta Kasperskiego wziął udział w odpieraniu ataków samolotów niemieckich na wodach Zatoki Gdańskiej. Następnie bazował z resztą trałowców w Jastarni. Z powodu awarii steru nie uczestniczył w akcjach bojowych. 14 września przeszedł do portu na Helu, gdzie opuszczono banderę wojenną, a załoga dołączyła do obrony półwyspu. Po zakończeniu walk przejęty przez Niemców i wcielony do Kriegsmarine pod nazwą „Westerplatte”. Początkowo służył jako trałowiec, a następnie jako okręt hydrograficzny. Okręt przetrwał wojnę i został odnaleziony w Travemünde, gdzie 25 stycznia 1946 roku podniesiono na nim polską banderę. W 1947 roku został przeniesiony do Oddziału Hydrograficznego Marynarki Wojennej. W następnym roku okręt przebudowano i przeklasyfikowano na okręt hydrograficzny. 8 sierpnia 1951 roku część załogi na pokładzie okrętu uciekła do Szwecji. Po powrocie do kraju zmieniono nazwę okrętu na OH„Kompas”. Gruntowną modernizację okrętu przeprowadzono w latach 1959-1963. W grudniu 1971 roku jednostkę wycofano ze służby i przeklasyfikowano na barkę koszarową BK-4 w Gdyni. W 1977 roku przeznaczona do skasowania i zezłomowana na Helu w roku 1981.